# Gran Premio di Spagna 2011
Il Gran Premio di Spagna 2011 è stata la quinta prova della stagione 2011 del campionato mondiale di Formula 1. Si è corsa domenica 22 maggio 2011 sul Circuito di Catalogna a Montmeló. La gara è stata vinta dal tedesco Sebastian Vettel su Red Bull Racing-Renault, al suo quattordicesimo successo nel mondiale. Vettel ha preceduto sul traguardo le McLaren-Mercedes dei britannici Lewis Hamilton e Jenson Button.

## Vigilia

### Sviluppi futuri
Fernando Alonso prolunga il contratto con la Ferrari fino al termine della stagione 2016.

### Aspetti tecnici
La Pirelli, fornitrice unica degli pneumatici, annuncia per questo gran premio l'uso di coperture dure e morbide. Da questo gran premio la casa italiana introduce un nuovo tipo di pneumatico duro.
La FIA decide di vietare l'utilizzo di mappature del motore intelligenti per soffiare i gas di scarico nel diffusore anche quando il pilota non preme l'acceleratore. La direttiva ha chiarito che i settaggi dell'acceleratore possono essere utilizzati solo per aumentare la coppia e non per migliorare l'aerodinamica. Successivamente la Federazione ha deciso di non applicare tale divieto nella gara di Montmeló. La FIA ha comunque ribadito che ciò non esclude che i team che non utilizzano tale soluzione possano inviare una protesta ufficiale. La Federazione ha inoltre bandito la nuova ala posteriore della Ferrari.
Vi sono dei piccoli cambiamenti nel circuito per favorire una maggiore sicurezza. È stata prevista una nuova via di fuga all'interno della curva Campsa, dove Nico Hülkenberg aveva avuto un incidente lo stagione precedente.

### Aspetti sportivi
Mark Blundell è nominato commissario aggiunto dalla FIA per questo gran premio.
Nella prima sessione di prove libere del venerdì Daniel Ricciardo ha preso il posto di Sébastien Buemi alla STR-Ferrari e Nico Hülkenberg quello di Paul di Resta alla Force India-Mercedes.

## Prove

### Resoconto
Nella prima sessione di prove del venerdì il miglior tempo è fatto segnare da Mark Webber che stacca di oltre un secondo il suo compagno di scuderia Sebastian Vettel. Pastor Maldonado è protagonista di un'uscita di pista. Nella seconda sessione della giornata, replica delle due Red Bull con Mark Webber il più veloce seguito da Sebastian Vettel. L'australiano abbassa di più di due secondi il tempo fatto registrare nelle prime prove libere.
Anche nella terza sessione il miglior tempo è fatto segnare da un pilota della RBR-Renault, ma questa volta Sebastian Vettel precede Webber. Il tedesco però ha compiuto solo 6 giri per un problema tecnico sulla sua monoposto. Fiamme invece sulla Renault di Nick Heidfeld.

### Risultati
Nella prima sessione del venerdì si è avuta questa situazione:
| Pos | Nº | Pilota           | Costruttore | Tempo    | Gap    | Giri |
| --- | -- | ---------------- | ----------- | -------- | ------ | ---- |
| 1   | 2  | Mark Webber      | RBR-Renault | 1'25"142 |        | 27   |
| 2   | 1  | Sebastian Vettel | RBR-Renault | 1'26"149 | +1"007 | 20   |
| 3   | 8  | Nico Rosberg     | Mercedes    | 1'26"379 | +1"237 | 29   |

Nella seconda sessione del venerdì si è avuta questa situazione:
| Pos | Nº | Pilota           | Costruttore      | Tempo    | Gap    | Giri |
| --- | -- | ---------------- | ---------------- | -------- | ------ | ---- |
| 1   | 2  | Mark Webber      | RBR-Renault      | 1'22"470 |        | 35   |
| 2   | 3  | Lewis Hamilton   | McLaren-Mercedes | 1'22"509 | +0"039 | 27   |
| 3   | 1  | Sebastian Vettel | RBR-Renault      | 1'22"826 | +0"356 | 37   |

Nella sessione del sabato mattina si è avuta questa situazione:
| Pos | Nº | Pilota             | Costruttore | Tempo    | Gap    | Giri |
| --- | -- | ------------------ | ----------- | -------- | ------ | ---- |
| 1   | 1  | Sebastian Vettel   | RBR-Renault | 1'21"707 |        | 6    |
| 2   | 2  | Mark Webber        | RBR-Renault | 1'21"791 | +0"084 | 17   |
| 3   | 7  | Michael Schumacher | Mercedes GP | 1'23"057 | +1"350 | 16   |

## Qualifiche

### Resoconto
Nick Heidfeld non partecipa alle qualifiche in quanto la vettura dopo l'incendio della mattina non può essere riparata. In Q1 la sorpresa è l'eliminazione di Rubens Barrichello della Williams-Cosworth, che però sconta problemi al cambio. Tra le nuove scuderie il migliore è Heikki Kovalainen della Lotus-Cosworth che passa alla Q2. Il miglior tempo è fatto segnare da Michael Schumacher; Jérôme d'Ambrosio passa il limite del 107% per soli due decimi.
In Q2 le due RBR fanno segnare subito tempi interessanti, seguiti dalle due McLaren. Vengono eliminate le due Force India che hanno preservato un treno di gomme morbide per la gara. Eliminate anche le due STR, le due Sauber e Kovalainen.
Nella Q3 Webber si porta in testa, seguito da Vettel, staccato di due decimi. Fernando Alonso all'ultimo tentativo chiude quarto, dietro a Lewis Hamilton per soli 3 millesimi. Dopo quattro GP s'interrompe la serie consecutiva di pole di Vettel; per Webber è la pole numero sette, 25ª per la RBR e 180ª per la Renault come motorista.

### Risultati
Nella sessione di qualifica si è avuta questa situazione:
| Pos                         | Nº | Pilota             | Costruttore          | Q1          | Q2       | Q3          | Griglia |
| --------------------------- | -- | ------------------ | -------------------- | ----------- | -------- | ----------- | ------- |
| 1                           | 2  | Mark Webber        | RBR-Renault          | 1'23"619    | 1'21"773 | 1'20"981    | 1       |
| 2                           | 1  | Sebastian Vettel   | RBR-Renault          | 1'24"142    | 1'21"540 | 1'21"181    | 2       |
| 3                           | 3  | Lewis Hamilton     | McLaren-Mercedes     | 1'24"370    | 1'22"148 | 1'21"961    | 3       |
| 4                           | 5  | Fernando Alonso    | Ferrari              | 1'23"485    | 1'22"813 | 1'21"964    | 4       |
| 5                           | 4  | Jenson Button      | McLaren-Mercedes     | 1'24"428    | 1'22"050 | 1'21"996    | 5       |
| 6                           | 10 | Vitalij Petrov     | Renault              | 1'23"069    | 1'22"948 | 1'22"471    | 6       |
| 7                           | 8  | Nico Rosberg       | Mercedes GP          | 1'23"507    | 1'22"569 | 1'22"599    | 7       |
| 8                           | 6  | Felipe Massa       | Ferrari              | 1'23"506    | 1'23"026 | 1'22"888    | 8       |
| 9                           | 12 | Pastor Maldonado   | Williams-Cosworth    | 1'23"406    | 1'22"854 | 1'22"952    | 9       |
| 10                          | 7  | Michael Schumacher | Mercedes GP          | 1'22"960    | 1'22"671 | senza tempo | 10      |
| 11                          | 18 | Sébastien Buemi    | STR-Ferrari          | 1'23"962    | 1'23"231 | N.D.        | 11      |
| 12                          | 17 | Sergio Pérez       | Sauber-Ferrari       | 1'24"209    | 1'23"367 | N.D.        | 12      |
| 13                          | 19 | Jaime Alguersuari  | STR-Ferrari          | 1'24"049    | 1'23"694 | N.D.        | 13      |
| 14                          | 16 | Kamui Kobayashi    | Sauber-Ferrari       | 1'23"656    | 1'23"702 | N.D.        | 14      |
| 15                          | 20 | Heikki Kovalainen  | Lotus-Renault        | 1'25"874    | 1'25"403 | N.D.        | 15      |
| 16                          | 15 | Paul di Resta      | Force India-Mercedes | 1'24"332    | 1'26"126 | N.D.        | 16      |
| 17                          | 14 | Adrian Sutil       | Force India-Mercedes | 1'24"648    | 1'26"571 | N.D.        | 17      |
| 18                          | 21 | Jarno Trulli       | Lotus-Renault        | 1'26"521    | N.D.     | N.D.        | 18      |
| 19                          | 11 | Rubens Barrichello | Williams-Cosworth    | 1'26"910    | N.D.     | N.D.        | 19      |
| 20                          | 24 | Timo Glock         | Virgin-Cosworth      | 1'27"315    | N.D.     | N.D.        | 20      |
| 21                          | 23 | Vitantonio Liuzzi  | HRT-Cosworth         | 1'27"809    | N.D.     | N.D.        | 21      |
| 22                          | 22 | Narain Karthikeyan | HRT-Cosworth         | 1'27"908    | N.D.     | N.D.        | 22      |
| 23                          | 25 | Jérôme d'Ambrosio  | Virgin-Cosworth      | 1'28"556    | N.D.     | N.D.        | 23      |
| Tempo limite 107%: 1'28"767 |    |                    |                      |             |          |             |         |
| NQ                          | 9  | Nick Heidfeld      | Renault              | senza tempo | N.D.     | N.D.        | 24      |

Con i tempi in grassetto sono visualizzate le migliori prestazioni in Q1, Q2 e Q3.

## Gara

### Resoconto

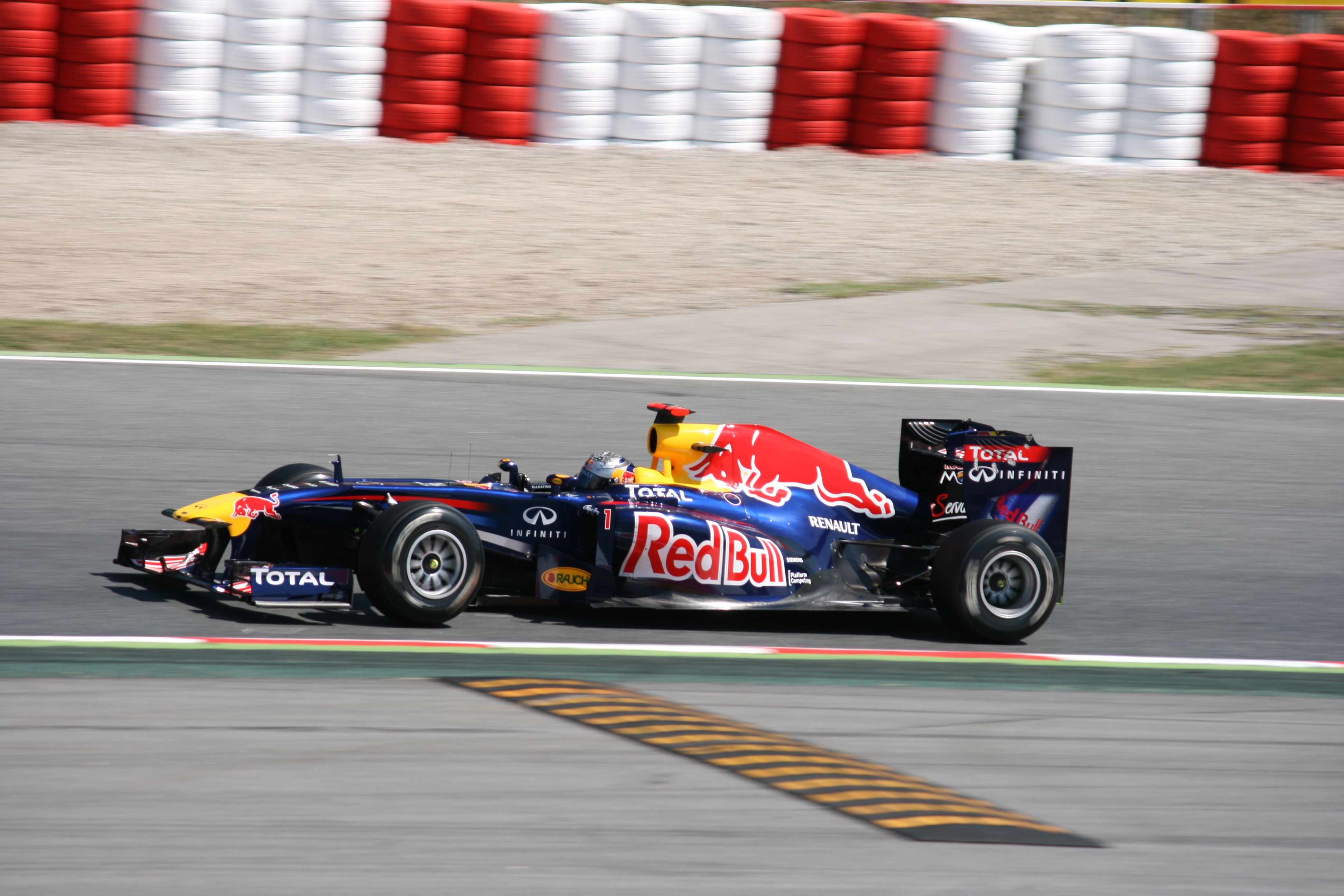
Sebastian Vettel trionfa nel Gran Premio di Spagna.

Alla partenza scatta bene Fernando Alonso che passa i due della Red Bull e si pone in testa alla gara, davanti a Vettel e Webber. Parte male Jenson Button che scende in decima posizione. Nei primi giri l’ordine alle spalle dei primi tre è Hamilton, Petrov, Schumacher, Rosberg, Massa e Button che ha superato Buemi al terzo giro. I primi quattro girano 1” più veloce e si staccano immediatamente dal resto del gruppo.
Tra il decimo e il dodicesimo giro vanno al pit stop tutti i migliori. Alonso è sempre in testa, seguito da vicino sia da Sebastian Vettel che da Lewis Hamilton. Più attardato Mark Webber. Al 15º giro va al cambio gomme anche Button che il giro seguente passa Michael Schumacher ed è quinto.
Anticipa il cambio gomme Vettel al 19º giro. La Ferrari richiama Alonso ai box: all'uscita però Vettel è davanti allo spagnolo. Al 24º giro è il turno di Hamilton di andare al cambio gomme. Anche l'inglese rientra davanti ad Alonso. Ora guida Vettel davanti a Hamilton, Alonso, Webber e Button.
Alonso passa al terzo cambio degli pneumatici al trentesimo giro, seguito da Mark Webber. I due si sfiorano all'uscita dai box con il ferrarista che mantiene la posizione. L'unico con strategia diversa è Button che cambia le gomme per la seconda volta solo al 31º giro. Questo consente all'inglese di montare gomme morbide mentre Alonso e Webber erano dovuti passare alle dure. Al 36º giro Button passa sia Webber, alla curva 1, che Alonso, alla 10, ponendosi al terzo posto.
Il ritmo della Ferrari con le dure non è all'altezza della situazione e Alonso prova ad anticipare la sosta alla fine del 39º giro, dovendo però rimontare la stessa mescola per gli ultimi 27 giri; da qui in avanti tirerà soltanto a finire, mantenendo il quinto posto. Al giro 48 è Vettel ad andare ai box, seguito poco dopo da Button e Hamilton. Quest'ultimo rimane negli scarichi del campione del mondo negli ultimi 20 giri, senza riuscire nel sorpasso, complice anche una zona DRS più corta, dopo le critiche post Turchia. La seconda parte di gara calvario per la Ferrari si conclude anche peggio con Massa fermo dopo aver subito i sorpassi di Pérez e Heidfeld, e Alonso doppiato dalla coppia di battistrada. Nick Heidfeld completa una rimonta capolavoro dall’ultima posizione in griglia passando Sergio Pérez al giro 61 e installandosi all’ottavo posto.
Vince Sebastian Vettel per la 14ª volta in carriera. Il tedesco ora guida il mondiale con 41 punti di vantaggio su Hamilton.

### Risultati
I risultati del gran premio sono i seguenti:
| Pos | Nº | Pilota             | Costruttore          | Giri | Tempo/Ritiro | Griglia | Punti |
| --- | -- | ------------------ | -------------------- | ---- | ------------ | ------- | ----- |
| 1   | 1  | Sebastian Vettel   | RBR-Renault          | 66   | 1h39'03"301  | 2       | 25    |
| 2   | 3  | Lewis Hamilton     | McLaren-Mercedes     | 66   | +0"630       | 3       | 18    |
| 3   | 4  | Jenson Button      | McLaren-Mercedes     | 66   | +35"697      | 5       | 15    |
| 4   | 2  | Mark Webber        | RBR-Renault          | 66   | +47"966      | 1       | 12    |
| 5   | 5  | Fernando Alonso    | Ferrari              | 65   | +1 giro      | 4       | 10    |
| 6   | 7  | Michael Schumacher | Mercedes GP          | 65   | +1 giro      | 10      | 8     |
| 7   | 8  | Nico Rosberg       | Mercedes GP          | 65   | +1 giro      | 7       | 6     |
| 8   | 9  | Nick Heidfeld      | Renault              | 65   | +1 giro      | 24      | 4     |
| 9   | 17 | Sergio Pérez       | Sauber-Ferrari       | 65   | +1 giro      | 12      | 2     |
| 10  | 16 | Kamui Kobayashi    | Sauber-Ferrari       | 65   | +1 giro      | 14      | 1     |
| 11  | 10 | Vitaly Petrov      | Renault              | 65   | +1 giro      | 6       |       |
| 12  | 15 | Paul di Resta      | Force India-Mercedes | 65   | +1 giro      | 16      |       |
| 13  | 14 | Adrian Sutil       | Force India-Mercedes | 65   | +1 giro      | 17      |       |
| 14  | 18 | Sébastien Buemi    | STR-Ferrari          | 65   | +1 giro      | 11      |       |
| 15  | 12 | Pastor Maldonado   | Williams-Cosworth    | 65   | +1 giro      | 9       |       |
| 16  | 19 | Jaime Alguersuari  | STR-Ferrari          | 64   | +2 giri      | 13      |       |
| 17  | 11 | Rubens Barrichello | Williams-Cosworth    | 64   | +2 giri      | 19      |       |
| 18  | 21 | Jarno Trulli       | Lotus-Renault        | 64   | +2 giri      | 18      |       |
| 19  | 24 | Timo Glock         | Virgin-Cosworth      | 63   | +3 giri      | 20      |       |
| 20  | 25 | Jérôme d'Ambrosio  | Virgin-Cosworth      | 62   | +4 giri      | 23      |       |
| 21  | 22 | Narain Karthikeyan | HRT-Cosworth         | 61   | +5 giri      | 22      |       |
| Rit | 6  | Felipe Massa       | Ferrari              | 58   | Cambio       | 8       |       |
| Rit | 20 | Heikki Kovalainen  | Lotus-Renault        | 48   | Incidente    | 15      |       |
| Rit | 23 | Vitantonio Liuzzi  | HRT-Cosworth         | 28   | Cambio       | 21      |       |

## Classifiche Mondiali

### Piloti
| Pos | Pilota             | Punti |
| --- | ------------------ | ----- |
| 1   | Sebastian Vettel   | 118   |
| 2   | Lewis Hamilton     | 77    |
| 3   | Mark Webber        | 67    |
| 4   | Jenson Button      | 61    |
| 5   | Fernando Alonso    | 51    |
| 6   | Nico Rosberg       | 26    |
| 7   | Nick Heidfeld      | 25    |
| 8   | Felipe Massa       | 24    |
| 9   | Vitaly Petrov      | 21    |
| 10  | Michael Schumacher | 14    |
| 11  | Kamui Kobayashi    | 9     |
| 12  | Sébastien Buemi    | 6     |
| 13  | Adrian Sutil       | 2     |
| 14  | Sergio Pérez       | 2     |
| 15  | Paul di Resta      | 2     |

### Costruttori
| Pos | Team                 | Punti |
| --- | -------------------- | ----- |
| 1   | RBR-Renault          | 185   |
| 2   | McLaren-Mercedes     | 138   |
| 3   | Ferrari              | 75    |
| 4   | Renault              | 46    |
| 5   | Mercedes GP          | 40    |
| 6   | Sauber-Ferrari       | 11    |
| 7   | STR-Ferrari          | 6     |
| 8   | Force India-Mercedes | 4     |

## Decisioni della FIA
Al termine della gara, la FIA decide di punire con un richiamo Lewis Hamilton, Jenson Button, Mark Webber e Jaime Alguersuari per non aver rispettato il regime di bandiere gialle durante la gara.